# Мадиган, Розмари
Розмари Уиннис Мадиган (англ. Rosemary Wynnis Madigan; род. 5 декабря 1926) — австралийский скульптор. Дочь полярного исследователя Сесила Мадигана, мать арфистки Элис Джайлз.
Училась в Сиднее и Аделаиде, в том числе у Линдона Дадсуэлла, затем в 1950—1953 гг. в Англии и Италии. По возвращении продолжала работать в Сиднее и Аделаиде, посвятив себя в значительной степени созданию женских фигур, в том числе обнажённых. В то же время отмечается вклад Мадиган в создание религиозных образов австралийской скульптуры — прежде всего, в работе «Жёлтый Христос» (англ. The Yellow Christ; 1968). В 1986 г. удостоена Премии Уинна.